# HMS Bellerophon (1907)
HMS Bellerophon (Корабль Его Величества «Беллерофон») — британский линейный корабль одноимённого типа, головной в серии. Участник Первой мировой войны, в частности — Ютландского сражения.

## История
Линкор «Беллерофон» был заложен спустя месяц после принятия в списки КВМС «Дредноута», 6 декабря 1906. Стоимость строительства нового корабля составила 1 763 491 фунтов стерлингов, сделав этот линкор самым дорогим в своём классе. Спуск на воду состоялся 27 июля 1907, во флот «Беллерофон» был зачислен 20 февраля 1909. На испытаниях корабль показал максимальную скорость в 21,25 узла при мощности 25 061 л.с.
Службу «Беллерофон» начал в составе 1-й эскадры британского Хоум Флита. 26 мая 1911 года «Беллерофон» стал участником происшествия, столкнувшись с линейным крейсером «Инфлексибл», и в итоге остался в доках до ноября месяца. 1 августа 1914 линкор был зачислен в 4-ю эскадру после мобилизации вооружённых сил Великобритании.
27 августа 1914 «Беллерофон» снова попал в чрезвычайное происшествие, столкнувшись с транспортным кораблём «Сэйнт-Клэр» близ Оркнейских островов, однако большого урона не получил. В мае 1915 года он перебазировался в Девонпорт, где встал на ремонт и модернизацию. Спустя год линкор принял участие в Ютландском сражении в составе 4-го дивизиона 4-й эскадры (флаг вице-адмирала Доувтона Старди): судном командовал капитан Эдвард Ф. Брюн (на линкоре держал флаг вице-адмирал Александр Дафф). 4-я эскадра располагалась позади 2-й эскадры в головной части британского построения. В ходе битвы «Беллерофон» выпустил 62 снаряда калибром 12 дюймов, однако ни разу не попал.

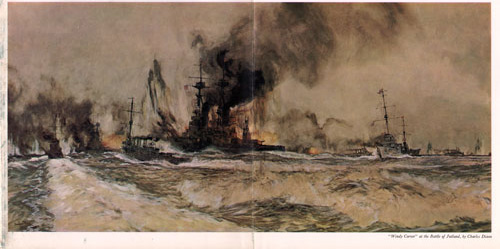
Картина Чарльза Диксона «Ютландское сражение»: в центре линкор «Беллерофон»

В июне и сентябре 1917 года он был флагманским кораблём 4-й эскадры (под флагом адмиралов Роджера Киза и Дугласа Николсона). Однако, в отличие от других систершипов, «Беллерофон» не был включён в состав Восточносредиземноморской эскадры в октябре 1918 года. В 1919 году «Беллерофон» был отправлен в резерв ввиду устаревшего вооружения: линкор значительно уступал кораблям классов «Орион», «Кинг Джордж V», «Айрон Дьюк», «Куин Элизабет» и «Ривендж». А в ноябре 1921 года «Беллерофон» и вовсе был продан на слом, который произвели в 1923 году, причём вскоре было подписано Вашингтонское морское соглашение, по которому линкор подлежал бы утилизации.
«Беллерофон» изображён на банкнотах в 10 канадских долларов, отпечатанных в 1913 году.